# Giải thưởng thường niên TVB
Giải thưởng thường niên TVB (tiếng Anh: TVB Anniversary Award, tiếng Trung: 萬千星輝頒獎典禮), là giải thưởng truyền hình hàng năm được tổ chức bởi TVB để vinh danh các thành tựu điện ảnh của TVB. Những nghệ sĩ đoạt giải sẽ được trao tặng bảng sao tượng vàng có hình nam và nữ cầm huy hiệu TVB.
Giải thưởng Phim hay nhất, Nam diễn viên chính xuất sắc nhất, Nữ diễn viên chính xuất sắc nhất được trao lần đầu vào năm 1968 tại Gala thường niên của TVB. Các hạng mục khác được ra mắt vào các năm tiếp theo. Năm 2006, sự kiện được tổ chức thành buổi lễ riêng biệt vào tháng cuối cùng của năm.

## Hạng mục
Quy trình đề cử và bỏ phiếu thay đổi qua nhiều năm. Kết quả sẽ được quyết định bởi hội đồng chuyên môn và khán giả.
Các cuộc bỏ phiếu không được tổ chức công khai cho đến năm 2012. Năm 2012, TVB cho phép khán giả bỏ phiếu công chúng thông qua ứng dụng TVB fun. Tuy nhiên quy trình này vẫn bị chỉ trích bởi diễn viên Tạ Thiên Hoa vì tính thiếu chuyên nghiệp của nó. Do đó TVB bổ sung quy trình bỏ phiếu chuyên nghiệp từ năm 2013.

### Hạng mục hiện hành
- Phim hay nhất (Best Drama Serial) (1968–1998, 2005–)
- Nam diễn viên chính xuất sắc nhất (Best Actor in a Leading Role) (1968–)
- Nữ diễn viên chính xuất sắc nhất (Best Actress in a Leading Role) (1968–)
- Nam diễn viên phụ xuất sắc nhất (Best Actor in a Supporting Role) (2003–)
- Nữ diễn viên phụ xuất sắc nhất (Best Actress in a Supporting Role) (2003–)
- Nam nhân vật được yêu thích nhất (Most Popular Male Character) (2006–)
- Nữ nhân vật được yêu thích nhất (Most Popular Female Character) (2006–)
- Nam diễn viên tiến bộ nhất (Most Improved Male Artist) (1998, 2002–)
- Nữ diễn viên tiến bộ nhất (Most Improved Female Artist) (1998, 2002–)
- Thành tựu trọn đời (Lifetime Achievement Award) (1999–)
- Ca khúc chủ đề được yêu thích nhất (Best Soundtrack) (2013–)
- Best Host (2005–)
- Best Variety Show (2011–)
- Best Informative Programme (2011–)
- Best Special Feature (2014–)
- Most Popular Original Song (2014–)

## Xếp hạng
Tất cả thống kê được lấy từ người xem trực tiếp ở Hồng Kông dựa trên Nielsen ratings.
| Năm  | Điểm trung bình | Điểm cao nhất | Lượt xem   |
| ---- | --------------- | ------------- | ---------- |
| 2015 | 29              | 35            | 1.87 triệu |
| 2014 | 31              | 34            | 1.99 triệu |
| 2013 | 34              | 40            | 2.18 triệu |
| 2012 | 36              | 41            | 2.30 triệu |
| 2011 | 38              | 41            | 2.43 triệu |
| 2010 | 38              | 43            | 2.43 triệu |
| 2009 | 40              | 44            | 2.56 triệu |
| 2008 | 30              | 33            | 1.91 triệu |
| 2007 | 29              | 32            | 1.85 triệu |
| 2006 | 36              | 39            | 2.30 triệu |

## Thống kê các sự kiện quan trọng
- Trịnh Du Linh là diễn viên đầu tiên giành giải Nữ diễn viên chính xuất sắc nhất thể loại phim điện ảnh và Nữ diễn viên chính xuất sắc nhất thể loại phim truyền hình. Ngoài ra cô cũng đạt được giải thưởng:
  - Giảm Kim Mã lần thứ 25 - Nữ diễn viên chính xuất sắc nhất (1988);
  - Giải thưởng Điện ảnh Hồng Kông lần thứ 10 - Nữ diễn viên chính xuất sắc nhất (1991);
  - Giải thưởng thường niên TVB 2000 - Nữ diễn viên chính xuất sắc nhất, Nhân vật truyền hình được yêu thích nhất (2000).
- Xa Thi Mạn đã giành 10 giải thưởng, nhiều hơn các diễn viên khác, bao gồm hai giải Nữ diễn viên chính xuất sắc nhất và ba giải Nữ nhân vật được yêu thích nhất. Xa Thi Mạn cùng với Uông Minh Thuyên, Đặng Tụy Văn và Hồ Định Hân là bốn nữ diễn viên giành được nhiều giải Nữ diễn viên chính xuất sắc nhất. Ngoài ra cô còn đoạt được thành tích:
  - Nữ điễn viên đầu tiên giành được danh hiệu "Double TV Queen" (danh hiệu tôn vinh nữ diễn viên giành được giải Nữ diễn viên chính xuất sắc nhất và Nữ nhân vật được yêu thích nhất trong cùng một năm). Xa Thi Mạn cũng là nữ diễn viên duy nhất giành được danh hiệu này hai lần.
  - Nữ diễn viên đầu tiên và duy nhất nhận được hai đề cử trong top 5 dành cho Nữ nhân vật được yêu thích nhất trong cùng một năm (2009).
- La Gia Lương là nam diễn viên đầu tiên giành được cùng một giải thưởng hai năm liên tiếp (Nam diễn viên chính xuất sắc nhất năm 1997 và 1998).
- Đặng Tụy Văn là nữ diễn viên đầu tiên giành giải Nữ diễn viên chính xuất sắc nhất trong hai năm liên tiếp (2009 và 2010). Sau đó, kỷ lục này đã bị phá bởi Hồ Định Hân (2015 và 2016).
- Âu Dương Chấn Hoa là học viên đầu tiên của lớp diễn xuất TVB giành giải Nam diễn viên chính xuất sắc nhất (2000).
- Trần Hào là nam diễn viên đầu tiên giành được danh hiệu "Double TV King" (danh hiệu tôn vinh nam diễn viên giành được giải Nam diễn viên chính xuất sắc nhất và Nam nhân vật được yêu thích nhất trong cùng một năm) vào năm 2007.
- Lê Diệu Tường là nam diễn viên đầu tiên và duy nhất giành được ba giải khác nhau trong cùng một năm: Nam diễn viên chính xuất sắc nhất, Nam nhân vật được yêu thích, và Diễn viên được yêu thích (2009).
- Hồ Hạnh Nhi là nữ diễn viên đầu tiên và duy nhất giành được ba giải khác nhau trong cùng một năm: Nữ diễn viên chính xuất sắc nhất, Nữ nhân vật được yêu thích nhất, và Nữ diễn viên thanh lịch nhất (2011).
- Dương Di là diễn viên đầu tiên và duy nhất giành giải thưởng ở bốn hạng mục khác nhau: Nữ diễn viên tiến bộ nhất (2003), Nữ diễn viên phụ xuất sắc nhất (2008), Nữ nhân vật được yêu thích nhất (2009), và Nữ diễn viên chính xuất sắc nhất (2012).

## Các kỷ lục

### Nhiều giải thưởng nhất
- Phim giành được nhiều giải thưởng nhất
  - Thâm cung nội chiến giành được 9 giải thưởng năm 2004, bao gồm:
    - Nam diễn viên chính được yêu thích (Lâm Bảo Di)
    - Nữ diễn viên chính được yêu thích (Lê Tư)
    - Nam diễn viên có thực lực phi phàm được yêu thích (Trần Hồng Liệt)
    - Nữ diễn viên có thực lực phi phàm được yêu thích (Đặng Tụy Văn)
    - Top 12 nhân vật truyền hình được yêu thích (Lâm Bảo Di vai Tôn Bạch Dương)
    - Top 12 nhân vật truyền hình được yêu thích (Lê Tư vai Hầu Giai Ngọc Doanh - Hoa Quý Nhân)
    - Top 12 nhân vật truyền hình được yêu thích (Đặng Tụy Văn vai Nữu Hỗ Lộc Như Nguyệt - Như Phi)
    - Top 12 nhân vật truyền hình được yêu thích (Trần Hào vai Khổng Vũ)
    - Top 12 nhân vật truyền hình được yêu thích (Xa Thi Mạn vai Đổng Giai Nhĩ Thuần - Thuần Quý Nhân)
- Nam diễn viên giành được nhiều giải thưởng nhất
  - La Gia Lương và Lâm Phong (7 giải)
- Nữ diễn viên giành được nhiều giải thưởng nhất
  - Xa Thi Mạn (10 giải)

### Kỷ lục diễn xuất
Nam diễn viên chính xuất sắc nhất (Thị Đế, TV King
| Kỷ lục                                              | Diễn viên      | Số giải | Năm                                   |
| --------------------------------------------------- | -------------- | ------- | ------------------------------------- |
| Nhiều giải thưởng nhất                              | La Gia Lương   | 3       | 1997, 1998, 2002                      |
| Nhiều giải thưởng nhất                              | Lê Diệu Tường  | 3       | 2009, 2010, 2012                      |
| Nhiều giải thưởng nhất                              | Quách Tấn An   | 3       | 2003, 2005, 2014                      |
| Giành giải nhiều năm liên tiếp nhất                 | La Gia Lương   | 2       | 1997 đến 1998                         |
| Giành giải nhiều năm liên tiếp nhất                 | Lê Diệu Tường  | 2       | 2009 đến 2010                         |
| Được đề cử nhiều nhất trong top 5                   | Trần Hào       | 10      | 2002, 2005 đến 2012, 2015             |
| Đề cử nhiều năm liên tiếp nhất trong top 5          | Trần Hào       | 8       | 2005 đến 2012                         |
| Đề cử nhiều nhất trong top 5 nhưng không giành giải | Lâm Phong      | 7       | 2002, 2006 đến 2008, 2010, 2012, 2014 |
| Diễn viên trẻ tuổi nhất giành giải                  | Cổ Thiên Lạc   | —       | 29 tuổi năm 1999                      |
| Diễn viên lớn tuổi nhất giành giải                  | Hạ Vũ          | —       | 62 tuổi năm 2008                      |
| Diễn viên trẻ tuổi nhất được đề cử trong top 5      | Lâm Phong      | —       | 23 tuổi năm 2002                      |
| Diễn viên lớn tuổi nhất được đề cử trong top 5      | Chung Cảnh Huy | —       | 68 tuổi năm 2005                      |

- Double TV King
  - Nam diễn viên giành hai giải Nam diễn viên chính xuất sắc nhất và Nam nhân vật được yêu thích nhất trong cùng một năm.
    - Trần Hào với phim Sóng gió gia tộc (2007)
    - Lê Diệu Tường với phim Xứng danh tài nữ (2009)
    - Trịnh Gia Dĩnh với phim Tòa án lương tâm (2011)

Nữ diễn viên chính xuất sắc nhất (Thị Hậu, TV Queen)
| Kỷ lục                                              | Diễn viên        | Số giải | Năm                                                                    |
| --------------------------------------------------- | ---------------- | ------- | ---------------------------------------------------------------------- |
| Nhiều giải thưởng nhất                              | Xa Thi Mạn       | 3       | 2006, 2014, 2023                                                       |
| Nhiều giải thưởng nhì                               | Uông Minh Thuyên | 2       | 2001, 2005                                                             |
| Nhiều giải thưởng nhì                               | Đặng Tụy Văn     | 2       | 2009, 2010                                                             |
| Nhiều giải thưởng nhì                               | Hồ Định Hân      | 2       | 2015,2016                                                              |
| Giành giải nhiều năm liên tiếp nhất                 | Đặng Tụy Văn     | 2       | 2009 đến 2010                                                          |
| Được đề cử nhiều nhất trong top 5                   | Xa Thi Mạn       | 10      | 2000 đến 2001, 2003 đến 2004, 2006 đến 2007, 2009 đến 2010, 2012, 2014 |
| Được đề cử nhiều nhất trong top 5                   | Tuyên Huyên      | 10      | 1997,1999-2005,2007,2017                                               |
| 100% winner                                         | Trịnh Du Linh    | 1       | 2000 (phim Thất vọng)(1 đề cử 1 giải)                                  |
| Đề cử nhiều năm liên tiếp nhất trong top 5          | Chung Gia Hân    | 6       | 2010 đến 2015                                                          |
| Đề cử nhiều nhất trong top 5 nhưng không giành giải | Chung Gia Hân    | 7       | 2008, 2010 đến 2005                                                    |
| Diễn viên trẻ tuổi nhất giành giải                  | Thái Thiếu Phân  | —       | 25 tuổi năm 1998                                                       |
| Diễn viên lớn tuổi nhất giành giải                  | Uông Minh Thuyên | —       | 58 tuổi năm 2005                                                       |
| Đề cử và giành giải đầu tiên                        | Trịnh Du Linh    | —       | 2000 (phim Thất vọng)                                                  |
| Đề cử và giành giải đầu tiên                        | Lý Tư Kỳ         | —       | 2007 (phim Sức mạnh tình thân)                                         |
| Diễn viên trẻ tuổi nhất được đề cử trong top 5      | Thái Thiếu Phân  | —       | 24 tuổi năm 1997                                                       |
| Diễn viên trẻ tuổi nhất được đề cử trong top 5      | Chung Gia Hân    |         | 24 tuổi năm 2008                                                       |
| Diễn viên lớn tuổi nhất được đề cử                  | Uông Minh Thuyên |         | 64 tuổi năm 2011                                                       |

- Double TV Queen
  - Nữ diễn viên giành hai giải Nữ diễn viên chính xuất sắc nhất và Nữ nhân vật được yêu thích nhất trong cùng một năm.
    - Xa Thi Mạn giành được thành tích này 2 lần. Lần thứ nhất vào năm 2006 với phim Phụng Hoàng Lầu, và lần thứ hai vào năm 2014 với phim Sứ đồ hành giả.
    - Năm 2011, Hồ Hạnh Nhi giành giải Nữ diễn viên chính xuất sắc nhất với phim Vạn Phụng Chi Vương và Nữ nhân vật được yêu thích nhất với phim Tòa án lương tâm.
    - Năm 2013, Điền Nhụy Ni giành hai giải thường này với bộ phim Cự Luân.

Nam diễn viên phụ xuất sắc nhất
| Kỷ lục                                         | Diễn viên          | Số giải | Năm                 |
| ---------------------------------------------- | ------------------ | ------- | ------------------- |
| Được đề cử nhiều nhất trong Top 5              | Tần Bái            | 3       | 2003, 2005, 2007    |
| Được đề cử nhiều nhất trong Top 5              | Lê Diệu Tường      | 3       | 2005 đến 2006, 2008 |
| Được đề cử nhiều nhất trong Top 5              | Mã Quốc Minh       | 3       | 2005, 2009, 2013    |
| Được đề cử nhiều nhất trong Top 5              | Hứa Thiệu Hùng     | 3       | 2007, 2013 đến 2014 |
| Được đề cử nhiều nhất trong Top 5              | La Trọng Khiêm     | 3       | 2008, 2012 đến 2013 |
| Được đề cử nhiều nhất trong Top 5              | Nhạc Hoa           | 3       | 2009, 2012 đến 2013 |
| Được đề cử nhiều nhất trong Top 5              | Ngao Gia Niên      | 3       | 2009 đến 2011       |
| Diễn viên trẻ tuổi nhất giành giải             | Nguyễn Triệu Tường | —       | 40 tuổi năm 2007    |
| Diễn viên lớn tuổi nhất giành giải             | Hứa Thiệu Hùng     | —       | 65 tuổi năm 2013    |
| Diễn viên trẻ tuổi nhất được đề cử trong top 5 | La Trọng Khiêm     | —       | 24 tuổi năm 2008    |
| Diễn viên lớn tuổi nhất được đề cử trong top 5 | Chung Cảnh Huy     | —       | 69 tuổi năm 2006    |

Nữ diễn viên phụ xuất sắc nhất
| Kỷ lục                                         | Diễn viên     | Số giải | Năm                |
| ---------------------------------------------- | ------------- | ------- | ------------------ |
| Nhiều giải thưởng nhất                         | Trần Pháp Lạp | 2       | 2007, 2010         |
| Được đề cử nhiều nhất trong top 5              | Giang Mỹ Nghi | 5       | 2010, 2012 to 2015 |
| Diễn viên trẻ tuổi nhất giành giải             | Trần Pháp Lạp | —       | 25 tuổi năm 2007   |
| Diễn viên lớn tuổi nhất giành giải             | Tuyết Tâm     | —       | 56 tuổi năm 2009   |
| Diễn viên trẻ tuổi nhất được đề cử trong top 5 | Trần Pháp Lạp | —       | 25 tuổi năm 2007   |
| Diễn viên lớn tuổi nhất được đề cử trong top 5 | La Lan        | —       | 78 tuổi năm 2012   |

Nam nhân vật được yêu thích nhất
| Kỷ lục                             | Diễn viên      | Số giải | Năm                             |
| ---------------------------------- | -------------- | ------- | ------------------------------- |
| Nhiều giải thưởng nhất             | Lâm Phong      | 2       | 2008, 2010                      |
| Đề cử nhiều nhất                   | Lâm Phong      | 6       | 2006 đến 2008, 2010, 2012, 2014 |
| Diễn viên trẻ tuổi nhất giành giải | Lâm Phong      | —       | 29 tuổi năm 2008                |
| Diễn viên lớn tuổi nhất giành giải | Hứa Thiệu Hùng | —       | 66 tuổi năm 2014                |
| Diễn viên trẻ tuổi nhất được đề cử | Lâm Phong      | —       | 27 tuổi năm 2006                |
| Diễn viên lớn tuổi nhất được đề cử | Hạ Vũ          | —       | 62 tuổi năm 2008                |

Nữ nhân vật được yêu thích nhất
| Kỷ lục                             | Diễn viên     | Số giải | Năm                       |
| ---------------------------------- | ------------- | ------- | ------------------------- |
| Nhiều giải thưởng nhất             | Xa Thi Mạn    | 3       | 2006, 2010, 2014          |
| Đề cử nhiều nhất                   | Xa Thi Mạn    | 6       | 2006 đến 2010, 2012, 2014 |
| Diễn viên trẻ tuổi nhất giành giải | Dương Di      | —       | 30 tuổi năm 2009          |
| Diễn viên lớn tuổi nhất giành giải | Lý Tư Kỳ      | —       | 58 tuổi năm 2008          |
| Diễn viên trẻ tuổi nhất được đề cử | Chung Gia Hân | —       | 23 tuổi năm 2007          |
| Diễn viên lớn tuổi nhất được đề cử | Lý Tư Kỳ      | —       | 57 tuổi năm 2007          |

Nam diễn viên tiến bộ nhất
| Kỷ lục                             | Diễn viên       | Tuổi | Năm  |
| ---------------------------------- | --------------- | ---- | ---- |
| Diễn viên trẻ tuổi nhất giành giải | Lâm Phong       | 23   | 2003 |
| Diễn viên lớn tuổi nhất giành giải | Hoàng Hạo Nhiên | 34   | 2010 |
| Diễn viên trẻ tuổi nhất được đề cử | James Ng        | 25   | 2015 |
| Diễn viên lớn tuổi nhất được đề cử | Hoàng Đức Bân   | 43   | 2006 |

Nữ diễn viên tiến bộ nhất
| Kỷ lục                             | Diễn viên      | Tuổi | Năm  |
| ---------------------------------- | -------------- | ---- | ---- |
| Diễn viên trẻ tuổi nhất giành giải | Chung Gia Hân  | 22   | 2006 |
| Diễn viên lớn tuổi nhất giành giải | Hoàng Thúy Như | 33   | 2014 |
| Diễn viên trẻ tuổi nhất được đề cử | Cung Gia Hân   | 22   | 2011 |
| Diễn viên lớn tuổi nhất được đề cử | La Mẫn Trang   | 36   | 2010 |